# クレメンス・マリア・フランツ・フォン・ベニングハウゼン

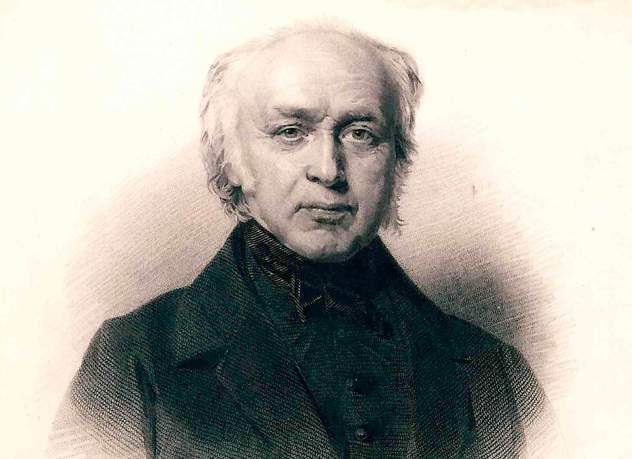
クレメンス・フォン・ベニングハウゼン

クレメンス・マリア・フランツ・フォン・ベニングハウゼン（Clemens Maria Franz Freiherr von Bönninghausen、1785年3月12日 – 1864年1月26日）は、オランダおよび、プロイセンの貴族、役人、農学者、植物学者である。ホメオパシーの分野のパイオニアの一人である。

## 人物
現在のオランダのオーファーアイセル州のHerinckhaveの名家に生まれた。父親はケルン大司教の侍従などを務めた人物である。フローニンゲン大学で法律を学び、1806年に卒業した。ルイ・ボナパルトが国王としてオランダ（ホラント王国）を治めた時期に、 会計検査官、枢密官、税務の事務長、王室司書、地形学件所長などの、さまざまな役職を歴任したが、ルイ・ボナパルトが、1810年に王位を追われると、国の職を退職し、故郷に戻り、アルメロの裁判所長の職についた。1812年に父親が死ぬと、プロイセンのダルップの屋敷に移り、医学、農学、植物学を研究し、多くの論文を発表し、国際的な評価を得た。1816年にノルトライン・ヴェストファーレン州の司法裁判所長、土地登記事務所長に任じられると、州内を旅行する仕事のために各地の植物を研究する機会を得ることになり、著書、"Prodromus florae Monasteriensis Westphalorum, Phanerogamia"を出版した。
プロイセン王フリードリヒ・ヴィルヘルム3世にコースフェルト郡の評議員に任じられ、ノルトライン・ヴェストファーレン州の医師会の会長に選ばれ、ミュンスターの植物園の園長も務めた。修道女で、神秘家のアンナ・カタリナ・エンメリックの「聖痕」を調査した一人で、超自然的現象でないと結論した。1827年に重い肺病にかかり、死を覚悟し、友人に別れの手紙を書いたが、友人の一人の植物学者、ヴァイエ（Ernst August Weihe）にハーブのオキナグサ（Pulsatilla）の服用を勧められ、その使用により回復したことから、自然療法の信奉者となった。ホメオパシーの創始者、サミュエル・ハーネマンと密接につきあい、『治療法ポケットブック』などの多くの治療法に関する著書を出版した。

## 著作
- Systematisch-alphabetisches Repertorium der homöopathischen Arzneien. - Münster : Coppenrath, 1833. Digitalisierte Ausgabe der Universitäts- und Landesbibliothek Düsseldorf. Band 1 und 2
- Beiträge zur Kenntnis der Eigentümlichkeiten aller bisher vollständiger geprüften homeopathischen Arzneien, in Betreff Erhöhung oder Linderung ihrer Beschwerden nach Tageszeit und Umständen und der von ihnen erregten Gemüthsbeschaffenheiten. - Münster : Coppenrath, 1833. Digitalisierte Ausgabe der Universitäts- und Landesbibliothek Düsseldorf.